# Großer Preis der USA 2003
Der Große Preis der USA 2003 (offiziell XXXII SAP United States Grand Prix) fand am 28. September auf dem Indianapolis Motor Speedway in Indianapolis statt und war das 15. Rennen der Formel-1-Weltmeisterschaft 2003.

## Berichte

### Hintergrund
Nach dem Großen Preis von Italien führte Michael Schumacher in der Fahrerwertung mit drei Punkten vor Juan Pablo Montoya und mit sieben Punkten vor Kimi Räikkönen. In der Konstrukteurswertung führte Williams-BMW mit vier Punkten vor Ferrari und mit 21 Punkten vor McLaren-Mercedes.
Vor dem Rennwochenende gab es zwei Fahrerwechsel: Ralf Schumacher kehrte nach seinem Testunfall wieder ins Cockpit bei Williams zurück und ersetzte dort Marc Gené. Bei Jordan kehrte Ralph Firman zurück, nachdem er die beiden vorherigen Rennen pausieren musste und ersetzte dort Zsolt Baumgartner.
Mit Rubens Barrichello und Michael Schumacher (jeweils einmal) traten zwei ehemalige Sieger zu diesem Grand Prix an.

### Training
Am Freitag war Jarno Trulli mit 1:11,153 Minuten der Schnellste, gefolgt von Ralf Schumacher und Olivier Panis.
Am Samstag setze sich Barrichello an die Spitze. Trulli wurde Zweiter, Michael Schumacher Dritter.

### Qualifikation
Im ersten Qualifikationsabschnitt am Freitag (Vor-Qualifikation) fuhr Trulli die schnellste Zeit vor Barrichello und Mark Webber.
Im zweiten Qualifikationsabschnitt am Samstag war dann Räikkönen der Schnellste und sicherte sich so die Pole-Position. Barrichello wurde Zweiter, gefolgt von Panis.

### Warm Up
Im Warm Up war Fernando Alonso im Renault der Schnellste. Ihm folgten Montoya und Panis.

### Rennen
Michael Schumacher gewann das Rennen mit 18,258 Sekunden Vorsprung vor Räikkönen und machte damit einen großen Schritt in Richtung seiner rekordverdächtigen sechsten Fahrerweltmeisterschaft. Räikkönen blieb der letzte verbliebene Kontrahent. Williams-Pilot Montoya hatte bei 10 Punkten Rückstand auf Michael Schumacher auf den Titel keine Chancen mehr, da er weniger Rennsiege hatte.
Es war der erste Doppelerfolg des Deutschen, seit das Ferrari-Team und sein Reifenlieferant Bridgestone den konkurrierenden Reifenhersteller Michelin beschuldigten, beim Großen Preis von Ungarn fast die ganze Saison über illegale Reifen verwendet zu haben, und damit drohten, über den Titel vor Gericht zu entscheiden lassen. Infolgedessen musste Michelin seine Reifen vor dem Großen Preis von Italien umrüsten, da seine Teams unter den wechselnden Wetterbedingungen in Indianapolis litten.
Obwohl am Start Regenwolken die Strecke umhüllten, gingen alle Fahrer auf Trockenreifen ins Rennen. Die Autos auf der „sauberen“ Seite der Strecke kamen weitaus besser weg, Räikkönen übernahm die Führung vor Panis und den beiden Schumachers (alle von der linken Seite der Startaufstellung gestartet) und schaffte es, einen Vorsprung von 1,6 Sekunden auf Panis und Ralf Schumacher herauszufahren. In der zweiten Runde begann auf Teilen der Strecke leichter Regen zu fallen, als Räikkönen seinen Vorsprung auf 2,4 Sekunden erhöhte und Panis von Ralf Schumacher angegriffen wurde. Michael Schumacher kam vom siebten Startplatz auf den vierten Platz, und David Coulthard übernahm den fünften Platz vor Barrichello, der mit einem defekten Getriebe zu kämpfen hatte.
Als Ralf Schumacher in der dritten Runde in Kurve 1 einfuhr, überholte er Panis für den zweiten Platz, während Montoya neben Barrichello auf der Außenseite der 90-Grad-Rechtskurve zog, um sich den sechsten Platz zu holen. Als sie in die Linkskurve 2 einfuhren, wurde Montoya von dem Ferrari auf den Bordstein und dann auf das Gras gedrückt, und als sie die Kurve verlassen wollten, berührte das rechte Vorderrad des Williams den Seitenkasten des Ferrari – was Barrichello auf den Kies zwang. Die Renault von Alonso und Trulli kamen beide um Montoya herum, als er dem sich drehenden Barrichello auswich, und schafften es, ohne offensichtlichen Schaden auf dem achten Platz weiterzufahren – sogar in Runde 8 die schnellste Zeit zu fahren und in Runde 15 auf dem Trockenen auf den dritten Platz vorzurücken. Barrichello sagte später: „Wir waren Seite an Seite. Ich dachte, ich hätte ihm genug Platz gelassen, aber er berührte mich und ich drehte mich.“ Während Barrichellos Auto in den Kurven 1 und 2 unter gelber Flagge aus der Auslaufzone entfernt wurde, überholte Michael Schumacher Panis in Runde 5 am Eingang zu Kurve 1 und behauptete, er habe den Überholvorgang vor der Kurve beendet. Die Stewards stimmten zu und er wurde nicht bestraft.
Mehrere Fahrer versuchten, einem stärkeren Regen zuvorzukommen, indem sie sehr früh im ersten leichten Schauer auf Regenreifen wechselten. Panis, Cristiano da Matta, Jacques Villeneuve und Nicolas Kiesa hielten alle in Runde 6 bzw. 7 an, nur um festzustellen, dass die Strecke bereits in Runde 8 bereits abzutrocknen begann. Beginnend mit Villeneuve in Runde 9 hielten sie alle innerhalb weniger Runden erneut an, um zurück zu Trockenreifen zu wechseln.
Während der ersten Runde der geplanten Boxenstopps kehrte der Regen jedoch zurück, und als die Meisterschaftskandidaten an die Box kamen – Montoya in Runde 17, Räikkönen in Runde 19 und Michael Schumacher in Runde 20 – entschieden sie sich alle dafür, auf Trockenreifen zu bleiben. In Runde 19, als es stärker zu regnen begann, erhielt Montoya eine Durchfahrtsstrafe, weil er mit Barrichello „einen vermeidbaren Unfall verursacht“ hatte. Montoya kehrte während des Regengusses auf Trockenreifen auf dem elften Platz zurück auf die Strecke. „Ein sehr enttäuschendes Rennen“, kommentierte er hinterher, „im Grunde entschieden durch die Strafe, die ich für den Unfall mit Rubens erhalten habe und in dem Moment, in dem ich sie absitzen musste.“
In Runde 28 führte Button vor Frentzen mit 5,8 Sekunden Vorsprung, als Michael Schumacher Räikkönen (den besten Michelin-Fahrer) für den dritten Platz überholte. Fünf Runden später überholte er auch Frentzen und war nun Zweiter. In Runde 38 eroberte Michael Schumacher den ersten Platz von Button zurück, während die anderen beiden Meisterschaftsanwärter, Räikkönen und Montoya, auf den Plätzen vier und zehn lagen.
Die Hoffnungen des BAR-Teams auf einen Podiumsplatz von Jenson Button endeten in Runde 42, als der Motor des Briten auf der Hauptgeraden ausfiel und Frentzen auf den zweiten Platz vorrückte. Der Sauber-Fahrer selbst wurde in Runde 55 von Räikkönen überholt, bevor er schließlich Dritter wurde (Frentzens zweites Podium in vier Jahren in Indianapolis und das letzte seiner Formel-1-Karriere). Zusammen mit dem fünften Platz von Teamkollege Nick Heidfeld sammelte das Sauber-Team zehn Punkte und konnte so in der Konstrukteurswertung an BAR und Jaguar vorbei auf den fünften Platz vorrücken. Trulli wurde Vierter vor Heidfeld, Montoya, Giancarlo Fisichella und Justin Wilson. Wilson holte seinen ersten und einzigen WM-Punkt überhaupt.
Michael Schumachers Sieg brachte Ferrari auch in der Konstrukteurswertung wieder an Williams vorbei.

## Meldeliste
| Team                       | Nr. | Fahrer                | Chassis         | Motor                 | Reifen |
| -------------------------- | --- | --------------------- | --------------- | --------------------- | ------ |
| Scuderia Ferrari Marlboro  | 01  | Michael Schumacher    | Ferrari F2002   | Ferrari 3.0 V10       | B      |
| Scuderia Ferrari Marlboro  | 02  | Rubens Barrichello    | Ferrari F2002   | Ferrari 3.0 V10       | B      |
| BMW.WilliamsF1 Team        | 03  | Juan Pablo Montoya    | Williams FW25   | BMW 3.0 V10           | M      |
| BMW.WilliamsF1 Team        | 04  | Ralf Schumacher       | Williams FW25   | BMW 3.0 V10           | M      |
| West McLaren Mercedes      | 05  | David Coulthard       | McLaren MP4-17D | Mercedes-Benz 3.0 V10 | M      |
| West McLaren Mercedes      | 06  | Kimi Räikkönen        | McLaren MP4-17D | Mercedes-Benz 3.0 V10 | M      |
| Mild Seven Renault F1 Team | 07  | Jarno Trulli          | Renault R23     | Renault 3.0 V10       | M      |
| Mild Seven Renault F1 Team | 08  | Fernando Alonso       | Renault R23     | Renault 3.0 V10       | M      |
| Sauber Petronas            | 09  | Nick Heidfeld         | Sauber C22      | Petronas 3.0 V10      | B      |
| Sauber Petronas            | 10  | Heinz-Harald Frentzen | Sauber C22      | Petronas 3.0 V10      | B      |
| Jordan-Ford                | 11  | Giancarlo Fisichella  | Jordan EJ13     | Ford RS 3.0 V10       | B      |
| Jordan-Ford                | 12  | Ralph Firman          | Jordan EJ13     | Ford RS 3.0 V10       | B      |
| Jaguar Racing              | 14  | Mark Webber           | Jaguar R4       | Cosworth 3.0 V10      | M      |
| Jaguar Racing              | 15  | Justin Wilson         | Jaguar R4       | Cosworth 3.0 V10      | M      |
| Lucky Strike BAR Honda     | 16  | Jacques Villeneuve    | BAR 005         | Honda 3.0 V10         | B      |
| Lucky Strike BAR Honda     | 17  | Jenson Button         | BAR 005         | Honda 3.0 V10         | B      |
| Minardi F1 Team            | 18  | Nicolas Kiesa         | Minardi PS03    | Cosworth 3.0 V10      | B      |
| Minardi F1 Team            | 19  | Jos Verstappen        | Minardi PS03    | Cosworth 3.0 V10      | B      |
| Panasonic Toyota Racing    | 20  | Olivier Panis         | Toyota TF103    | Toyota 3.0 V10        | M      |
| Panasonic Toyota Racing    | 21  | Cristiano da Matta    | Toyota TF103    | Toyota 3.0 V10        | M      |

## Klassifikationen

### Qualifying
| Pos. | Fahrer                | Konstrukteur     | Q1         | Q2       | Start |
| ---- | --------------------- | ---------------- | ---------- | -------- | ----- |
| 01   | Kimi Räikkönen        | McLaren-Mercedes | 1:10,756   | 1:11,670 | 01    |
| 02   | Rubens Barrichello    | Ferrari          | 1:09,835   | 1:11,794 | 02    |
| 03   | Olivier Panis         | Toyota           | 1:17,666   | 1:11,920 | 03    |
| 04   | Juan Pablo Montoya    | Williams-BMW     | 1:10,372   | 1:11,948 | 04    |
| 05   | Ralf Schumacher       | Williams-BMW     | 1:10,222   | 1:12,078 | 05    |
| 06   | Fernando Alonso       | Renault          | 1:10,556   | 1:12,087 | 06    |
| 07   | Michael Schumacher    | Ferrari          | 1:10,736   | 1:12,194 | 07    |
| 08   | David Coulthard       | McLaren-Mercedes | 1:10,450   | 1:12,297 | 08    |
| 09   | Cristiano da Matta    | Toyota           | 1:11,949   | 1:12,326 | 09    |
| 10   | Jarno Trulli          | Renault          | 1:09,566   | 1:12,566 | 10    |
| 11   | Jenson Button         | BAR-Honda        | 1:11,847   | 1:12,695 | 11    |
| 12   | Jacques Villeneuve    | BAR-Honda        | 1:18,547   | 1:13,050 | 12    |
| 13   | Nick Heidfeld         | Sauber-Petronas  | 1:17,768   | 1:13,083 | 13    |
| 14   | Mark Webber           | Jaguar-Cosworth  | 1:10,081   | 1:13,269 | 14    |
| 15   | Heinz-Harald Frentzen | Sauber-Petronas  | 1:13,541   | 1:13,447 | 15    |
| 16   | Justin Wilson         | Jaguar-Cosworth  | 1:19,491   | 1:13,585 | 16    |
| 17   | Giancarlo Fisichella  | Jordan-Ford      | 1:12,227   | 1:13,798 | 17    |
| 18   | Ralph Firman          | Jordan-Ford      | 1:19,383   | 1:14,027 | 18    |
| 19   | Jos Verstappen        | Minardi-Cosworth | keine Zeit | 1:15,360 | 19    |
| 20   | Nicolas Kiesa         | Minardi-Cosworth | 1:21,973   | 1:15,644 | 20    |

### Rennen
| Pos. | Fahrer                | Konstrukteur     | Runden | Stopps | Zeit        | Start | Schnellste Runde |
| ---- | --------------------- | ---------------- | ------ | ------ | ----------- | ----- | ---------------- |
| 01   | Michael Schumacher    | Ferrari          | 73     | 3      | 1:33:35,997 | 07    | 1:11,473 (13.)   |
| 02   | Kimi Räikkönen        | McLaren-Mercedes | 73     | 3      | + 18,258    | 01    | 1:11,617 (09.)   |
| 03   | Heinz-Harald Frentzen | Sauber-Petronas  | 73     | 2      | + 37,964    | 15    | 1:13,338 (71.)   |
| 04   | Jarno Trulli          | Renault          | 73     | 3      | + 48,329    | 10    | 1:12,015 (14.)   |
| 05   | Nick Heidfeld         | Sauber-Petronas  | 73     | 3      | + 56,403    | 13    | 1:13,085 (13.)   |
| 06   | Juan Pablo Montoya    | Williams-BMW     | 72     | 4      | + 1 Runde   | 04    | 1:11,595 (09.)   |
| 07   | Giancarlo Fisichella  | Jordan-Ford      | 72     | 2      | + 1 Runde   | 17    | 1:13,630 (13.)   |
| 08   | Justin Wilson         | Jaguar-Cosworth  | 71     | 2      | + 2 Runden  | 16    | 1:13,324 (12.)   |
| 09   | Cristiano da Matta    | Toyota           | 71     | 6      | + 2 Runden  | 09    | 1:13,231 (13.)   |
| 10   | Jos Verstappen        | Minardi-Cosworth | 69     | 3      | + 4 Runden  | 19    | 1:15,257 (68.)   |
| 11   | Nicolas Kiesa         | Minardi-Cosworth | 69     | 5      | + 4 Runden  | 20    | 1:14,737 (67.)   |
| –    | Jacques Villeneuve    | BAR-Honda        | 63     | 4      | DNF         | 12    | 1:13,358 (62.)   |
| –    | Ralph Firman          | Jordan-Ford      | 48     | 6      | DNF         | 18    | 1:14,687 (11.)   |
| –    | David Coulthard       | McLaren-Mercedes | 45     | 3      | DNF         | 08    | 1:12,009 (12.)   |
| –    | Fernando Alonso       | Renault          | 44     | 3      | DNF         | 06    | 1:11,525 (09.)   |
| –    | Jenson Button         | BAR-Honda        | 41     | 1      | DNF         | 11    | 1:13,038 (10.)   |
| –    | Olivier Panis         | Toyota           | 27     | 4      | DNF         | 03    | 1:13,340 (12.)   |
| –    | Mark Webber           | Jaguar-Cosworth  | 21     | 0      | DNF         | 14    | 1:13,099 (12.)   |
| –    | Ralf Schumacher       | Williams-BMW     | 21     | 1      | DNF         | 05    | 1:11,655 (13.)   |
| –    | Rubens Barrichello    | Ferrari          | 2      | 0      | DNF         | 02    | 1:13,905 (02.)   |

## WM-Stände nach dem Rennen
Die ersten acht des Rennens bekamen 10, 8, 6, 5, 4, 3, 2 bzw. 1 Punkt(e).

### Fahrerwertung
| Pos. | Fahrer                | Konstrukteur     | Punkte |
| ---- | --------------------- | ---------------- | ------ |
| 01   | Michael Schumacher    | Ferrari          | 92     |
| 02   | Kimi Räikkönen        | McLaren-Mercedes | 83     |
| 03   | Juan Pablo Montoya    | Williams-BMW     | 82     |
| 04   | Ralf Schumacher       | Williams-BMW     | 58     |
| 05   | Rubens Barrichello    | Ferrari          | 55     |
| 06   | Fernando Alonso       | Renault          | 55     |
| 07   | David Coulthard       | McLaren-Mercedes | 45     |
| 08   | Jarno Trulli          | Renault          | 29     |
| 09   | Mark Webber           | Jaguar-Cosworth  | 17     |
| 10   | Heinz-Harald Frentzen | Sauber-Petronas  | 13     |
| 11   | Giancarlo Fisichella  | Jordan-Ford      | 12     |
| 12   | Jenson Button         | BAR-Honda        | 12     |

| Pos. | Fahrer             | Konstrukteur                       | Punkte |
| ---- | ------------------ | ---------------------------------- | ------ |
| 13   | Cristiano da Matta | Toyota                             | 8      |
| 14   | Nick Heidfeld      | Sauber-Petronas                    | 6      |
| 15   | Olivier Panis      | Toyota                             | 6      |
| 16   | Jacques Villeneuve | BAR-Honda                          | 6      |
| 17   | Marc Gené          | Williams-BMW                       | 4      |
| 18   | Ralph Firman       | Jordan-Ford                        | 1      |
| 19   | Justin Wilson      | Jaguar-Cosworth / Minardi-Cosworth | 1      |
| 20   | Antonio Pizzonia   | Jaguar-Cosworth                    | 0      |
| 21   | Jos Verstappen     | Minardi-Cosworth                   | 0      |
| 22   | Nicolas Kiesa      | Minardi-Cosworth                   | 0      |
| 23   | Zsolt Baumgartner  | Jordan-Ford                        | 0      |

### Konstrukteurswertung
| Pos. | Konstrukteur     | Punkte |
| ---- | ---------------- | ------ |
| 01   | Ferrari          | 147    |
| 02   | Williams-BMW     | 144    |
| 03   | McLaren-Mercedes | 128    |
| 04   | Renault          | 84     |
| 05   | Sauber-Petronas  | 19     |

| Pos. | Konstrukteur     | Punkte |
| ---- | ---------------- | ------ |
| 06   | BAR-Honda        | 18     |
| 07   | Jaguar-Cosworth  | 18     |
| 08   | Toyota           | 14     |
| 09   | Jordan-Ford      | 13     |
| 10   | Minardi-Cosworth | 0      |